# 小田原西インターチェンジ

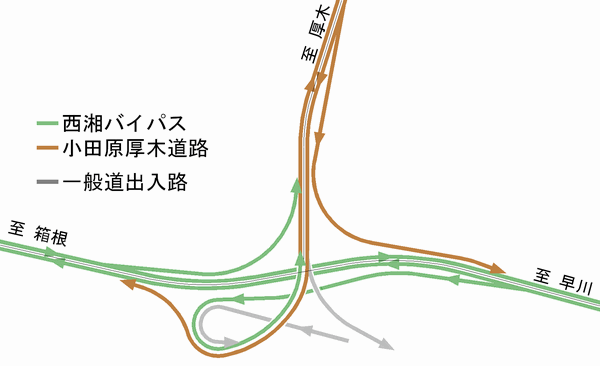
小田原西IC平面図。

小田原西インターチェンジ（おだわらにしインターチェンジ）は、神奈川県小田原市板橋にある小田原厚木道路のインターチェンジ、かつ小田原厚木道路と西湘バイパスのジャンクションである。小田原厚木道路の起点。

## 接続する道路
- E85 小田原厚木道路
- E84 西湘バイパス
- 西湘バイパス箱根口ICを経て国道1号 (現道・箱根新道)
- 小田原市道を経て箱根ターンパイク・国道135号

小田原厚木道路は当ICが起点だが、国道1号との往来には西湘バイパスの箱根口ICを利用する。両IC間は数百メートルの距離で、実質的には一体化している。
また、後者の小田原市道との出入口は小田原厚木道路のみ接続している。
小田原厚木道路厚木方面から走行する場合、片側2車線のうちの左車線が西湘バイパス小田原方面および小田原市道に降りる一般道、右車線が箱根方面と分岐するが、当ICの手前にある風祭トンネルより左車線から右車線への車線変更禁止区間となるため、箱根方面へ向う場合は風祭トンネルの手前であらかじめ右車線に車線変更しておく必要がある。

## 沿革
- 1969年（昭和44年）3月19日：小田原厚木道路の開通に伴い供用開始。
- 1970年（昭和45年）11月：西湘バイパスの小田原西IC～箱根口ICが開通。小田原厚木道路と西湘バイパス箱根口方面が接続。
- 1972年（昭和47年）1月27日：西湘バイパスの小田原IC - 小田原西ICが供用開始、西湘バイパス箱根口IC方面と接続。
- 1979年（昭和54年）7月5日：小田原厚木道路が全線4車線化。
- 2002年（平成14年）6月28日：西湘バイパス早川JCT方面から小田原厚木道路上り線への連絡路が供用開始。
- 2002年（平成14年）7月19日：小田原厚木道路下り線から西湘バイパス早川JCT方面への連絡路が供用開始。
  - 1995年の西湘バイパス石橋支線の開通に伴い小田原厚木道路と石橋支線を行き来するルートが選択できるように新設された。

## 周辺
- 風祭駅
- 早川のびらん樹
- 箱根病院

## 隣
E85 小田原厚木道路
小田原西IC - 荻窪IC
E84 西湘バイパス
早川IC - 箱根ターンパイク連絡路 - 小田原西IC - 箱根口IC